# Santa Apolonia (Venezuela)
Pour les articles homonymes, voir Santa Apolonia.
Santa Apolonia est une ville de l'État de Trujillo au Venezuela, capitale de la paroisse civile de Santa Apolonia et chef-lieu de la municipalité de La Ceiba.